# Citroën Pony

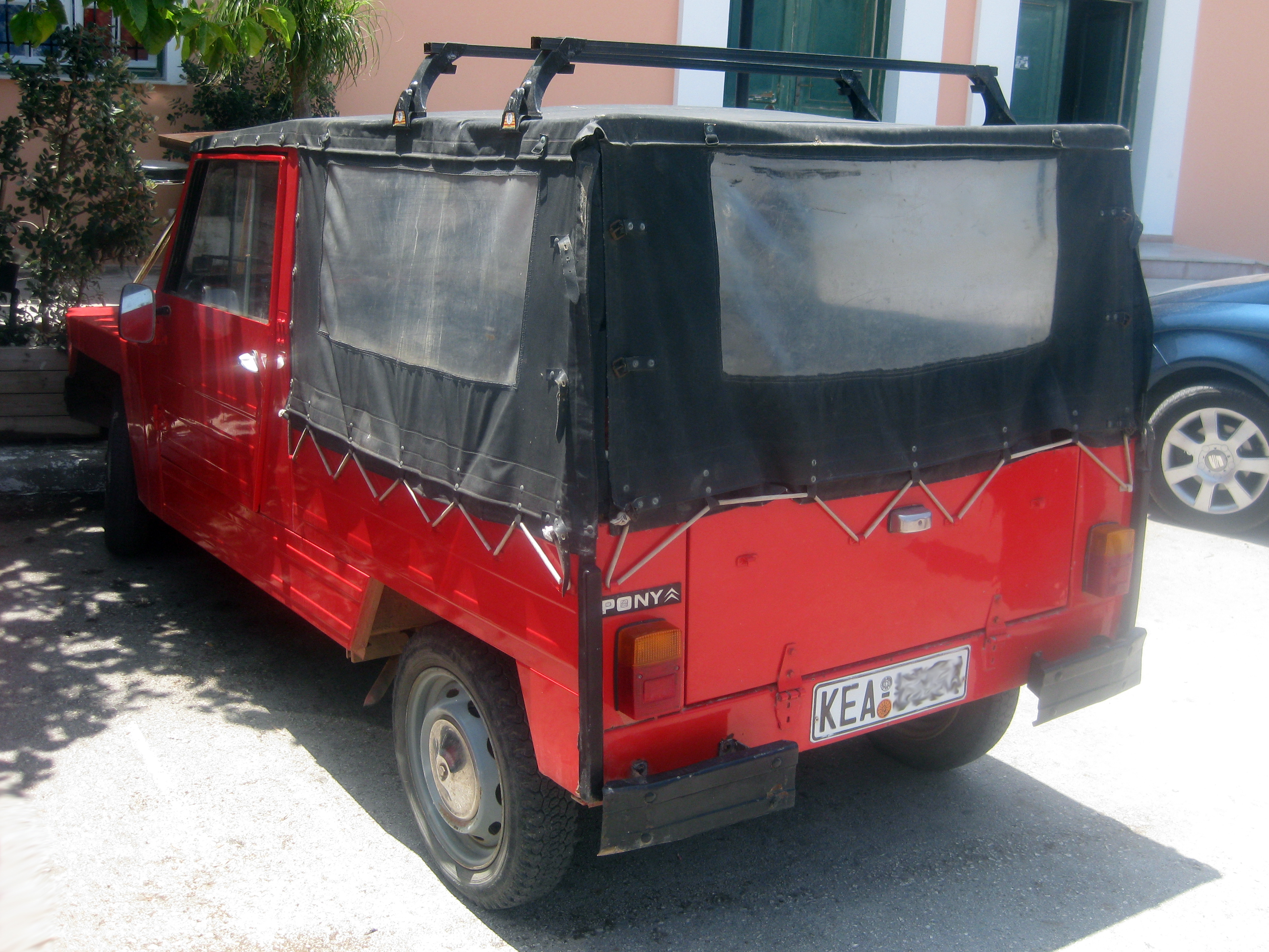
Heckansicht Namco Pony

Der Citroën Pony (oder auch Namco Pony) ist ein Fahrzeug, das auf Basis der Citroën 2CV bei Namco Motors im griechischen Thessaloniki von 1975 bis 1982 gefertigt wurde.

## Geschichte
In den 1960er-Jahren war Namco auf der Suche nach einem Teilelieferanten zur Fertigung eines Kleinwagens. Schließlich einigte man sich mit Citroën, die in zahlreichen Ländern mit lokalen Partnern zusammenarbeiteten, so unter anderem in der Elfenbeinküste (Baby-Brousse), im Iran (Mehari, nicht zu verwechseln mit dem europäischen Modell), Chile (Yagan), Vietnam (Dalat) und in Portugal mit dem dort produzierten Citroën FAF (dessen Name für „Facile à Fabriquer, Facile à Financer“ steht – auf Deutsch etwa „leicht zu bauen, leicht zu bezahlen“).

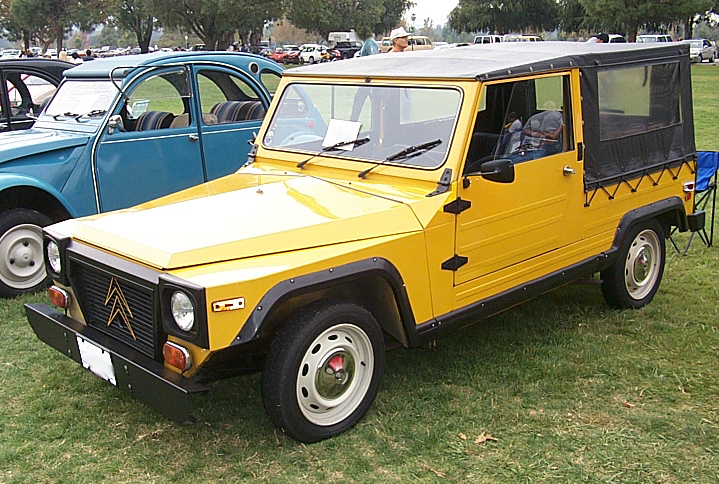
Die US-Ausführung des Pony

Als Nischenprodukt war der Pony sehr erfolgreich, so dass bald ähnliche Autos wie der MAVA-Renault konstruiert wurden. Der Wagen wurde in viele Länder bis in die USA exportiert. 1978 begann der Import nach Deutschland, das Fahrzeug kostete 10.995 DM. 1982 wurde die Produktion des Modells eingestellt und ein Nachfolger mit überarbeitetem Design und Ford-Technik angeboten. Zur Auswahl standen nun drei Ottomotoren und ein Dieselmotor.

## Fahrzeug
Das vom griechischen Designer Georgios Michael entworfene Fahrzeug hat eine Karosserie aus zumeist abgekanteten und geschweißten Stahlblechen. Bis zur A-Säule nimmt es das Design der 4 Jahre später erschienen Mercedes-Benz G-Klasse vorweg.
Das Chassis wurde von Citroën geliefert und bei Namco hinten um 5 cm gekürzt, ebenso stammte die Technik vom Citroën 2CV. Der 0,6-Liter-Zweizylinder-Boxermotor entwickelte 29 PS (21,3 kW). Aus Kosten- und Herstellungsgründen sind nur wenige Karosserieteile tiefgezogen. Das Fahrzeug wurde in drei Varianten angeboten: PONY ST, PONY LS, PONY LS Pallas. Als Zubehör war auch ein Hardtop erhältlich.

## Einstufung im französischen Steuer- und Versicherungssystem
Zumindest als die Citroen-Motoren eingebaut wurden, hatte der Wagen 3 CV, da der größte der Entenmotoren eingebaut wurde (602 cm³).